# کورتکوف ماوه
کورتکوف ماوه (به لهستانی:  Korytków Mały) یک روستا در لهستان است که در گمینا فرامپول واقع شده‌است. کورتکوف ماوه  ۴۲۷ نفر جمعیت دارد.